# Justizamt Ramholz
Das kurfürstlich gräflich Degenfeld-Schonburgsche Justizamt Ramholz war von 1806 bis 1850 ein Patrimonialgericht der Landgrafschaft Hessen-Kassel, des Großherzogtums Frankfurt und des Kurfürstentums Hessen.

## Geschichte

### Herrschaft Ramholz
Das Gericht Altengronau gelangte im Rahmen der Territorialisierung nicht vollständig in den Besitz der Grafschaft Hanau, da die Familien von Hutten und von Thüngen und auch die Landgrafen von Hessen dort über umfangreiche Rechte verfügten. Im Rahmen der weiteren Aufteilungen kamen die Orte Hinkelhof, Ramholz und Vollmerz als Hanauische Lehen an die von Hutten. In der zweiten Hälfte des 17. Jahrhunderts gelang es der Familie von Hutten, die Reichsunmittelbarkeit der Herrschaft Ramholz durchzusetzen. 1642 erwarb Karl von Landas die Herrschaft, im Jahr 1698 wurden die von Degenfeld Besitzer.

### Patrimonialgericht
Mit der Bildung des Rheinbundes 1806 wurde die Herrschaft Ramholz mediatisiert. Der Besitzer, Friedrich Christoph von Degenfeld-Schonburg, entschied sich, seine Hoheitsrechte formal freiwillig, aber der Machtsituation gehorchend, an die Landgrafschaft Hessen-Kassel abzutreten. Die Hoheitsrechte wurden durch das Amt Altengronau verwaltet. Er war aber dort weiter Grund- und Gerichtsherr. Dies blieb auch so, als das Justizamt 1810 an das Großherzogtum Frankfurt und nach dem Wiener Kongress 1815 an das Kurfürstentum Hessen fiel. Das Justizamt Ramholz war Gericht erster Instanz und als solches im Großherzogtum Frankfurt dem Hofgericht Hanau (siehe Gerichtsorganisation im Großherzogtum Frankfurt) und im Kurfürstentum Hessen dem Obergericht für die Provinz Hanau nachgeordnet.
1821 erfolgte im Kurfürstentum Hessen die Trennung der Rechtsprechung von der Verwaltung. Die Verwaltungsaufgaben übernahm der Landkreis Schlüchtern und die Gerichtsaufgaben das kurfürstlich gräflich Degenfeld-Schonburgsche Justizamt Ramholz. Für die Patrimonialgerichte änderte sich durch diese Reform nichts.
Das Hof- und Staatshandbuch 1835 nennt für das Justizamt Ramholz folgende Daten:
- Ramholz, 26 Häuser, 203 Einwohner
- Hinkelhof, 22 Häuser, 146 Einwohner
- Vollmerz, 68 Häuser, 451 Einwohner

Die Märzrevolution 1848 führte zur Abschaffung der Patrimonialgerichtsbarkeit. Mit dem 1. Januar 1850 kam der Patrimonial-Gerichtsbezirk Ramholz mit den Orten Hinkelhof, Ramholz und Vollmerz zum Justizamt Schlüchtern.